# Prachtvlamhoed
De prachtvlamhoed (Gymnopilus junonius) is een paddenstoel uit de familie Hymenogastraceae. Deze soort is vrij algemeen voorkomend in de herfst. Het is een saprobiont en groeit, meestal in bundels, bijna uitsluitend op loofhout, zeer zelden op naaldhout. Hij kan zich ook op begraven hout ontwikkelen en lijkt dan op de grond te groeien.

## Kenmerken

### Uiterlijke kenmerken
Hoed
De hoed heeft een diameter van 6 tot 12 cm, is gewelfd en vlezig. De rand blijft lang ingerold en soms is een onopvallende umbo aanwezig. De kleur is goudgeel tot oranje- of roestkleurig geel. Er zijn vezelige strepen of schubben te zien.
Steel

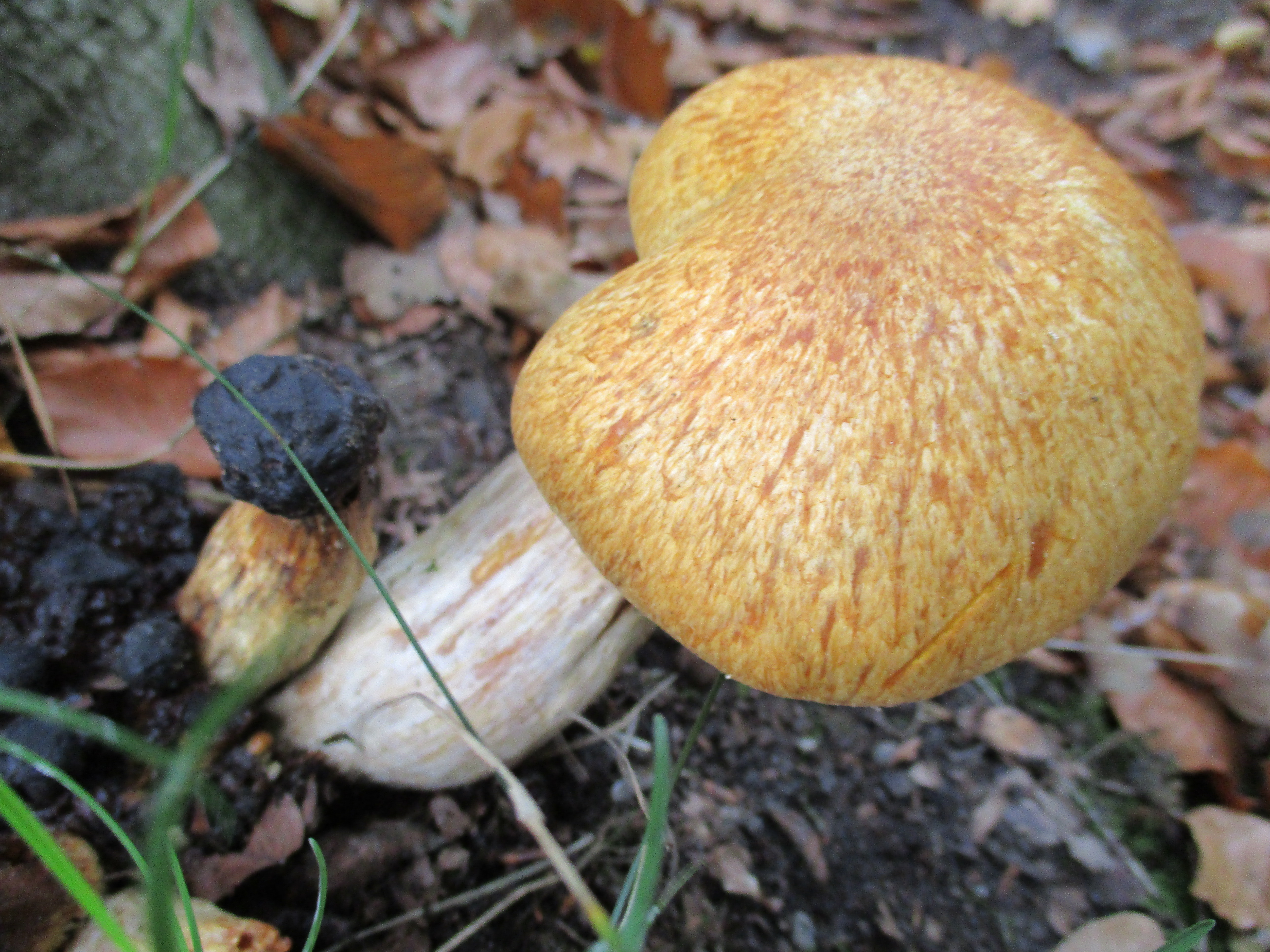
Prachtvlamhoed (Gymnopilus junonius)

De flinke steel is 7 tot 15 cm lang en 1 tot 4 cm dik. Het onderste deel is vaak wat taps toelopend gezwollen. Evenals de hoed is de steel vezelig en heeft dezelfde of een iets lichtere kleur.
Aan de bovenste helft van de steel is een geelachtig, vliezig manchet aanwezig.
Lamellen
De lamellen zijn bij jonge exemplaren geel, maar worden later roestkleurig. De sporenafdruk is roestbruin. 
Vlees
Het dikke stevige vlees is licht geelachtig van kleur. De geur is soms wat zoetig en de smaak is uitgesproken bitter.

### Microscopische kenmerken
De sporen zijn elliptisch tot amandelvormig, duidelijk wrattig en hebben geen kiempore. Ze worden 7,5-10,5 × 4,5-6 μm. In jodium vertonen ze een dextrinoïdereactie. Pleurocystidia zijn afwezig. Cheilocystidia zijn slank, flesvormig en soms verdikt tot een kop en meten 18-24 × 4-7 μm.

## Verspreiding
De schimmel is wereldwijd verspreid. In Centraal-Europa komt hij voor van de vroege zomer tot de herfst. In Nederland en België is hij in de herfstperiode algemeen. De soort staat niet op de rode lijst en is niet bedreigd.